# Ninh Quốc
Ninh Quốc (chữ Hán giản thể: 宁国市, Hán Việt: Ninh Quốc thị) là một thành phố cấp huyện thuộc địa cấp thị Tuyên Thành, tỉnh An Huy, Cộng hòa Nhân dân Trung Hoa. Thành phố Ninh Quốc này có diện tích 2447 km2, dân số 381.842 người (2000), mã số bưu chính là 242300. Về mặt hành chính, thành phố này được chia thành 3 nhai đạo biện sự xứ, 10 trấn, 5 hương và một hương dân tộc.
- Nhai đạo biện sự xứ: Tây Tân, Nam San, Hà Lịch.
- Trấn: Cảng Khẩu, Mai Lâm, Trung Khê, Ninh Đôn, Tiên Hà Uông Khê, Giáp Lộ, Hồ Lạc, Hà Tây, Thiên Hồ.
- Hương: Nam Cực, Vạn Gia, Trúc Phong, Vạn Đường, Thanh Long.
- Hương dân tộc Dư Vân Thê.